# Улица Петра Норицына
Улица Петра Норицына — короткая, около 200 метров, улица в историческом центре Архангельска (Октябрьский район). Проходит от Набережной Северной Двины до Троицкого проспекта. Одна из границ Площади Павлина Виноградова и Площади Мира.
Приписанных к улице зданий нет.

## История

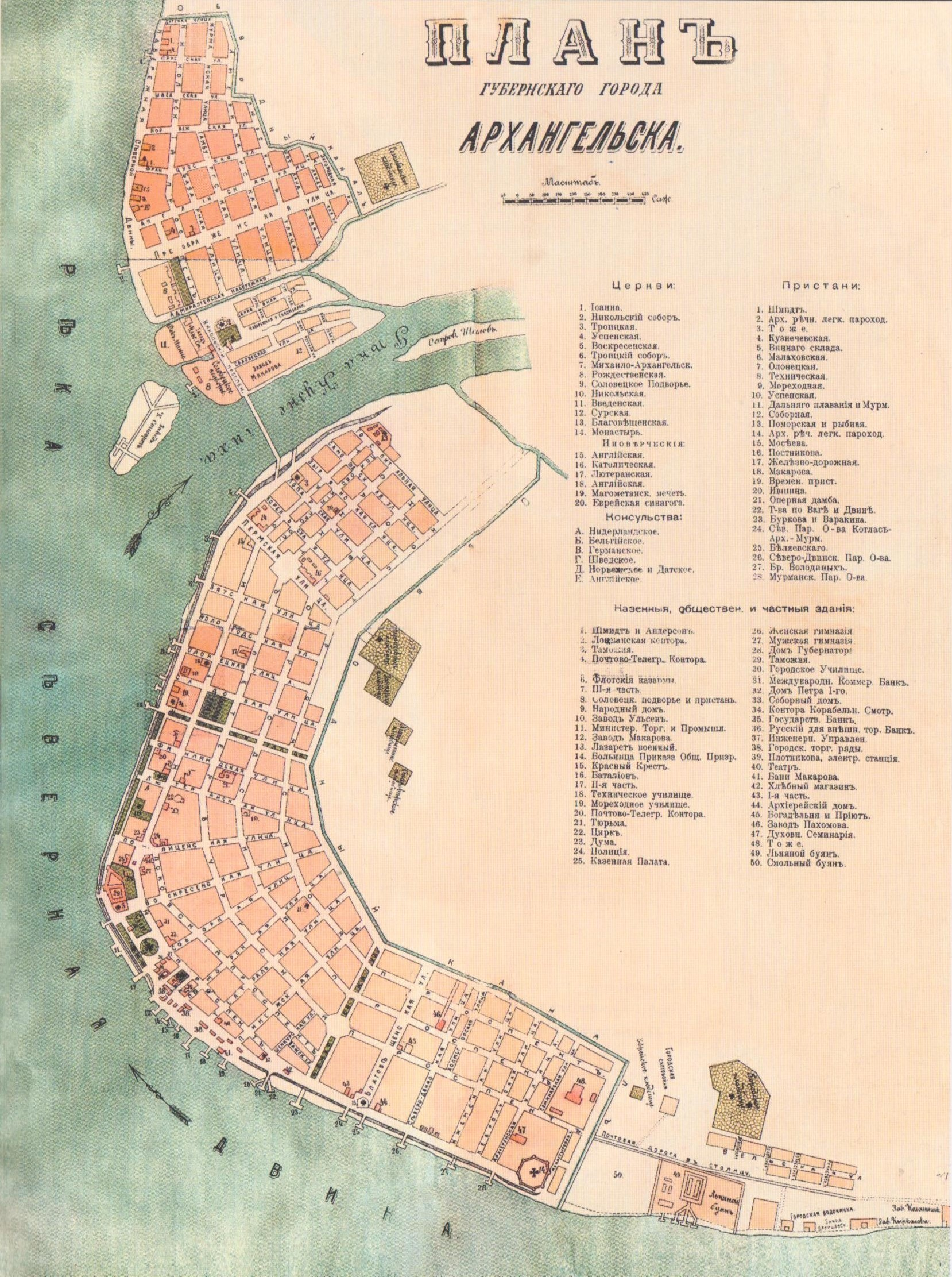
Карта Архангельска 1890 года

В конце XIX — начале XX века в районе улицы находилась небольшая площадь и английская церковь на ней (здание не сохранилось), в советское время площадь была сквером.
В 1956 году на прилегающей к улице и Троицкому (тогда — Павлина Виноградова) проспекту территории был возведён кинотеатр «Мир».
9 мая 1965 года, в день празднования двадцатилетия победы над немецко-фашистскими захватчиками, на прилегающей к улице и Набережной Северной Двины территории был торжественно заложен Монумент победы («Воинам — северянам, павшим в годы Великой Отечественной войны 1941—1945 гг.», авторы — скульптор В. М. Михалев и Ю. А. Чернов, архитектор В. М. Кибирев).
Торжественное открытие Монумента состоялось 9 мая 1969 года.
В 1960-е годы старая малоэтажная застройка у выхода улицы к Троицкому проспекту была снесена
Улица поименована в 2013 году, на д. 61 установлена мемориальная доска.
6 мая 2010 года у выхода улицы к Северной Двине установлен памятник тюленю-спасителю, а 31 августа 2015 года, в 74-ю годовщину прихода в Архангельск первого союзного конвоя «Дервиш», — памятник Участникам Северных конвоев 1941—1945 гг. (здесь на рейде Северной Двины встали на якорь корабли и суда конвоя).

## Достопримечательности
Памятник тюленю-спасителю

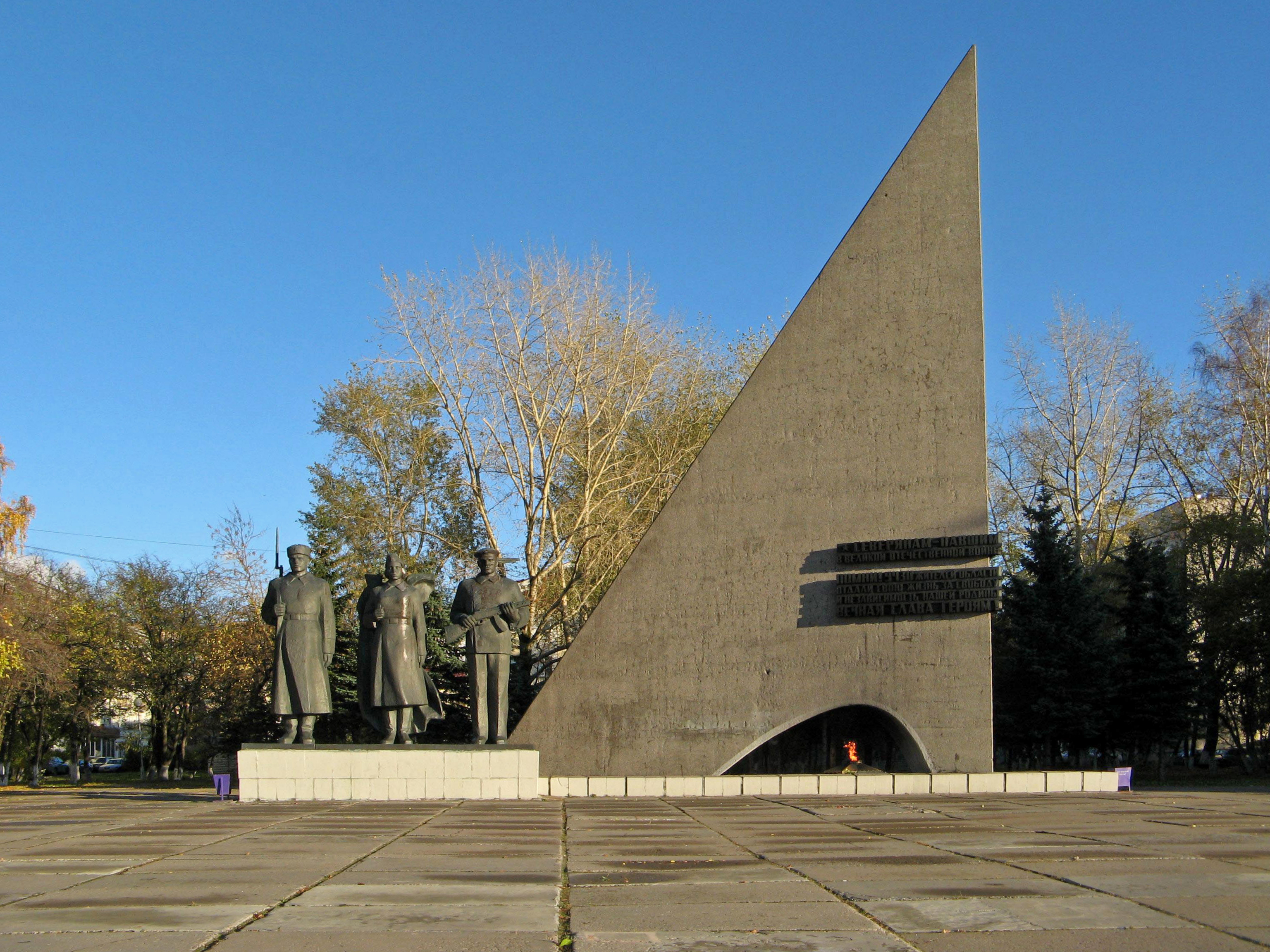
Монумент Победы и «вечный огонь»

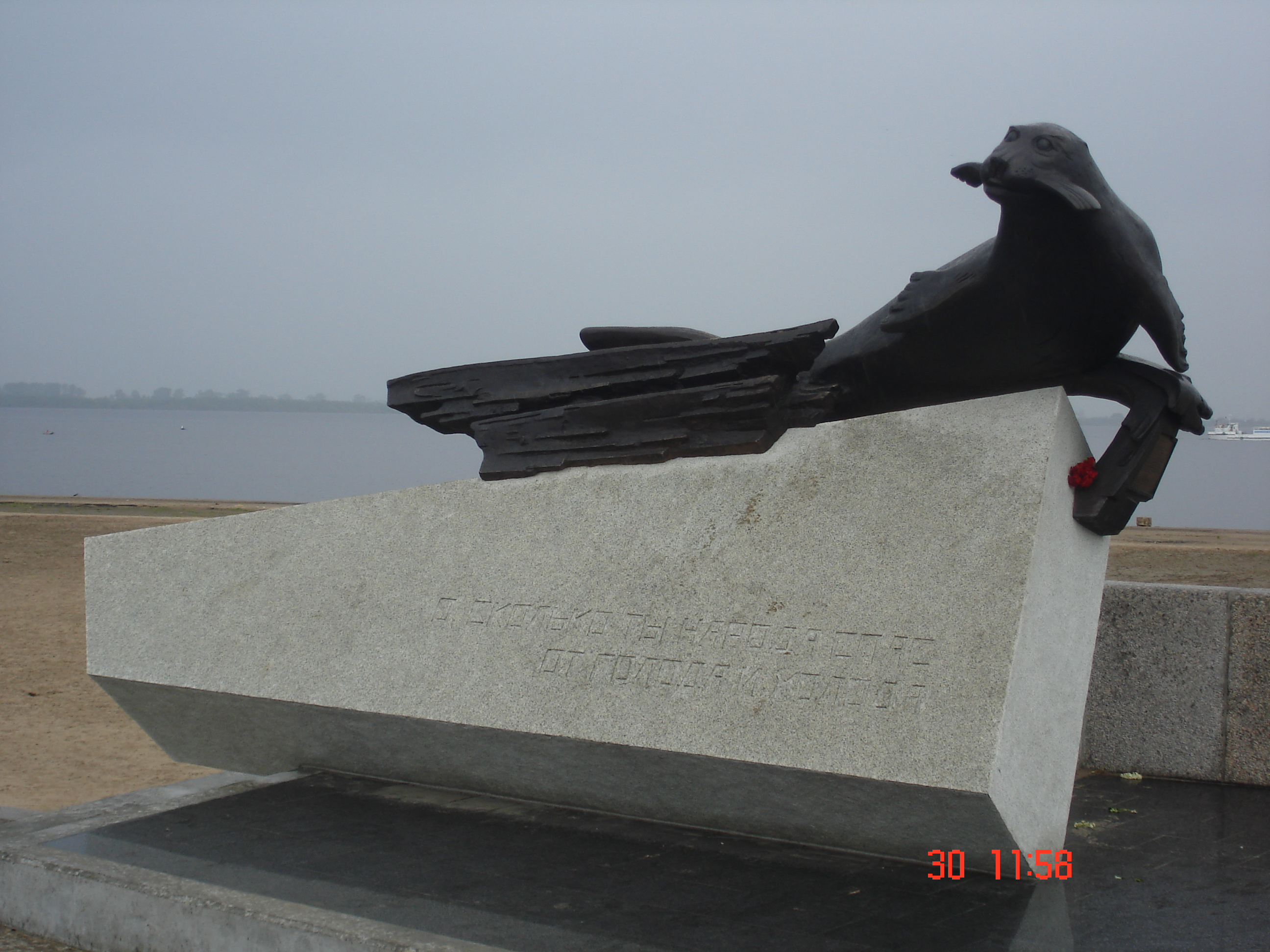
Памятник «Тюленю-спасителю»

Памятник Участникам Северных конвоев 1941—1945 гг.
Мемориальная доска журналисту Владимиру Тюрину (1936—2002) на д. 61, где размещается отделение Союза журналистов России

## Известные жители

Мемориальная доска Б. И. Горшенину. Набережная Северной Двины, 95 (фасад по улице Петра Норицына

Борис Горшенин (1909—1974), народный артист РСФСР
Пётр Кольцов (1904—1981), композитор
Александр Мосолов (1900—1973, мемориальная доска), композитор